# Battista Falchi
Battista Falchi (Sassari, 16 agosto 1904 – 13 marzo 1988) è stato un politico italiano.
Fu avvocato e lungamente dirigente diocesano dell'Azione Cattolica. Con l'istituzione della Repubblica fu eletto all'Assemblea costituente nelle file della DC; restò in carica fino al 27 giugno 1947, quando rimise il mandato per motivi di salute. Gli subentrò Enrico Carboni.